# Lycoperdon pyriforme
Lycoperdon pyriforme, comúnmente conocido como el hongo pera u hongo del muñón, es un hongo saprobiano presente en gran parte del mundo. Surgiendo en otoño, este hongo es común y abundante en troncos en descomposición de madera caduca y coníferas. Se considera una opción comestible cuando aún es inmaduro y la carne interior es blanca.

## Taxonomía
Jacob Christian Schaeffer describió el hongo por primera vez en la literatura científica en 1774. En 2001, las pruebas de ADN compiladas por Dirk Krüger y otros micólogos sugirieron que el género Lycoperdon era polifilético, con Lycoperdon pyriforme que difería más significativamente del grupo. Este hallazgo fue apoyado por varias diferencias morfológicas, incluida la presencia de rizomorfos y su preferencia por la madera. Una publicación de investigación adicional realizada en 2003 trasladó a L. pyryforme al género Morganella con el final del epíteto específico cambiado por acuerdo. En 2008, sin embargo, Larsson y Jeppson volvieron a visitar la filogenia de las Lycoperdaceae, con una muestra más amplia de especies, y retuvieron el taxón en Lycoperdon. El epíteto específico piriforme es latino para "en forma de pera". Desde 2017 es considerado Apioperdon pyriforme.

## Descripción
El cuerpo fructífero de L. pyriforme mide 1.5 a 4.5 cm de ancho por 2 a 4.5 cm de altura. A menudo tienen forma de pera, como su nombre indica, pero también pueden ser casi esféricos. Cuando son muy jóvenes, están cubiertos de pequeñas espinas blancas que normalmente se caen antes de la madurez. Un pequeño poro en desarrollo puede ser visible en la parte superior, mientras que la base estéril del hongo es pequeña y parece estar comprimida. El color varía de casi blanco a marrón amarillento y los tonos más oscuros se desarrollan con la edad. El poro central se rompe en la madurez tardía para permitir que el viento y la lluvia dispersen las esporas. La base está unida a la madera por medio de rizomorfos (filamentos gruesos, semejantes a cordones de micelio).
La gleba, o masa de esporas internas, es blanca cuando es joven, pero se vuelve de color amarillo verdoso a marrón oliva oscuro con la edad. Las esporas miden de 3 a 4,5 µm y son redondas, suaves y de color marrón oliva oscuro.